# Torneo Regional del Noroeste 2009
El Torneo Regional del Noroeste 2009 fue la décima primera edición de la competición regional de rugby del noroeste Argentino. Con clubes de la Unión de Rugby de Tucumán, Jujuy, Salta y Santiago del Estero en 3 categorías.
Lawn Tennis y Universitario se consagraron campeones del torneo.

## Forma de disputa
Se jugó una primera fase, a dos ruedas todos contra todos, entre los 10 equipos donde los primeros 4 primeros clasificaron a la Zona Campeonato. Los 4 primeros de la Zona Campeonato jugaron entre sí, a una rueda, con arrastre de puntos de la clasificación anterior, para definir el campeón del Torneo Regional 2009.

## Equipos
| Unión                     | Equipo          | Ciudad                |
| ------------------------- | --------------- | --------------------- |
| Unión de Rugby de Tucumán | Cardenales      | San Miguel de Tucumán |
| Unión de Rugby de Tucumán | Universitario   | San Miguel de Tucumán |
| Unión de Rugby de Tucumán | Huirapuca       | Concepción            |
| Unión de Rugby de Tucumán | Jockey Club     | Yerba Buena           |
| Unión de Rugby de Tucumán | Tarcos          | San Miguel de Tucumán |
| Unión de Rugby de Tucumán | Lawn Tennis     | San Miguel de Tucumán |
| Unión de Rugby de Tucumán | Tucumán Rugby   | Yerba Buena           |
| Unión de Rugby de Tucumán | Lince           | San Miguel de Tucumán |
| Unión de Rugby de Salta   | Gimnasia y Tiro | Salta                 |
| Unión de Rugby de Salta   | Universitario   | Salta                 |

### Distribución geográfica de los equipos
| Jurisdicción         | Cant. | Equipos                                                                                          |
| -------------------- | ----- | ------------------------------------------------------------------------------------------------ |
| Provincia de Tucumán | 8     | Universitario, Lawn Tennis, Los Tarcos,Tucuman Rugby, Huirapuca, Cardenales, Lince y Jockey Club |
| Provincia de Salta   | 2     | Universitario y Gimnasia y Tiro                                                                  |

## Primera fase

### Tabla de posiciones
| Pos. | Equipo          | Encuentros | Encuentros | Encuentros | Encuentros | Puntos |
| Pos. | Equipo          | PJ         | PG         | PE         | PP         | Puntos |
| ---- | --------------- | ---------- | ---------- | ---------- | ---------- | ------ |
| 1.º  | Los Tarcos      | 18         | 14         | 0          | 4          | 66     |
| 2.º  | Universitario   | 18         | 13         | 1          | 4          | 63     |
| 3.º  | Lawn Tennis     | 18         | 12         | 1          | 5          | 61     |
| 4.º  | Tucuman Rugby   | 18         | 11         | 2          | 5          | 59     |
| 5.º  | Universitario   | 18         | 10         | 1          | 7          | 54     |
| 6.º  | Huirapuca       | 18         | 9          | 0          | 9          | 47     |
| 7.º  | Cardenales      | 18         | 6          | 1          | 11         | 41     |
| 8.º  | Jockey Club     | 18         | 5          | 1          | 12         | 28     |
| 9.º  | Gimnasia y Tiro | 18         | 3          | 1          | 14         | 23     |
| 10.º | Lince           | 18         | 3          | 0          | 15         | 22     |

|  | Clasificados a la zona campeonato |

## Zona campeonato
| Equipos       | Encuentros | Encuentros | Encuentros | Encuentros | Pts. Bonus | Puntos |
| Equipos       | PJ         | PG         | PE         | PP         | Pts. Bonus | Puntos |
| ------------- | ---------- | ---------- | ---------- | ---------- | ---------- | ------ |
| Lawn Tennis   | 3          | 3          | 0          | 0          | 2          | 73     |
| Universitario | 3          | 2          | 0          | 1          | 2          | 73     |
| Los Tarcos    | 3          | 1          | 0          | 2          | 1          | 71     |
| Tucumán Rugby | 3          | 0          | 0          | 3          | 1          | 62     |
| Campeones     |             |
| Universitario | Lawn Tennis |
|               |             |